# 村山真夏
村山 真夏（むらやま まなつ、1981年7月19日 - ）は、タレントで、元子役。神奈川県生まれ。血液型はA型。劇団東俳所属、かつてはTMOパントナイフに所属していた。

## 主な出演
- 特警ウインスペクター（テレビ朝日）（1990年9月2日）
- さわやか3組（NHK教育）（レギュラー出演）
- 世界がともだち（NHK教育）（準レギュラー）
- 金曜エンタテイメント『女教師沢木圭子』（フジテレビ）（1993年7月16日）
- 日曜ビッグスペシャル『第68回全日本ちびっこ歌まね大賞』（テレビ東京）（1993年9月19日）
- 火曜サスペンス劇場『孤独の歌声』 富沢ゆかり役 （日本テレビ）（1994年3月29日）
- 週刊こどもニュース（NHK総合）
- 火曜サスペンス劇場『移動指紋』 友部苗役 （日本テレビ）（1994年7月12日）
- 大家族ドラマ 嫁の出る幕（テレビ朝日）
- 上岡龍太郎がズバリ!（TBSテレビ）（1995年8月10日）
- それが答えだ!（フジテレビ）

## テレビCM
- 石丸電気
- 藤沢薬品工業（オイラックスG）
- エバラ食品

## 映画、舞台
- プロゴルファー織部金次郎（日映）（1993年）
- 学校の怪談トイレが異次元を誘う（日本コロムビア）（1994年）
- 大人の夏休み（新宿サニーサイドシアター）（2003年）